# 1569 год
1569 (ты́сяча пятьсо́т шестьдеся́т девя́тый) год  по юлианскому календарю — невисокосный год, начинающийся в субботу. Это 1569 год нашей эры, 9‑й год 7‑го десятилетия XVI века 2‑го тысячелетия, 10‑й год 1560‑х годов. Он закончился 456 лет назад.
| Пн | Вт | Ср | Чт | Пт | Сб | Вс |
|    |    |    |    |    | 1  | 2  |
| 3  | 4  | 5  | 6  | 7  | 8  | 9  |
| 10 | 11 | 12 | 13 | 14 | 15 | 16 |
| 17 | 18 | 19 | 20 | 21 | 22 | 23 |
| 24 | 25 | 26 | 27 | 28 | 29 | 30 |
| 31 |    |    |    |    |    |    |

| Пн | Вт | Ср | Чт | Пт | Сб | Вс |
|    | 1  | 2  | 3  | 4  | 5  | 6  |
| 7  | 8  | 9  | 10 | 11 | 12 | 13 |
| 14 | 15 | 16 | 17 | 18 | 19 | 20 |
| 21 | 22 | 23 | 24 | 25 | 26 | 27 |
| 28 |    |    |    |    |    |    |

| Пн | Вт | Ср | Чт | Пт | Сб | Вс |
|    | 1  | 2  | 3  | 4  | 5  | 6  |
| 7  | 8  | 9  | 10 | 11 | 12 | 13 |
| 14 | 15 | 16 | 17 | 18 | 19 | 20 |
| 21 | 22 | 23 | 24 | 25 | 26 | 27 |
| 28 | 29 | 30 | 31 |    |    |    |

| Пн | Вт | Ср | Чт | Пт | Сб | Вс |
|    |    |    |    | 1  | 2  | 3  |
| 4  | 5  | 6  | 7  | 8  | 9  | 10 |
| 11 | 12 | 13 | 14 | 15 | 16 | 17 |
| 18 | 19 | 20 | 21 | 22 | 23 | 24 |
| 25 | 26 | 27 | 28 | 29 | 30 |    |

| Пн | Вт | Ср | Чт | Пт | Сб | Вс |
|    |    |    |    |    |    | 1  |
| 2  | 3  | 4  | 5  | 6  | 7  | 8  |
| 9  | 10 | 11 | 12 | 13 | 14 | 15 |
| 16 | 17 | 18 | 19 | 20 | 21 | 22 |
| 23 | 24 | 25 | 26 | 27 | 28 | 29 |
| 30 | 31 |    |    |    |    |    |

| Пн | Вт | Ср | Чт | Пт | Сб | Вс |
|    |    | 1  | 2  | 3  | 4  | 5  |
| 6  | 7  | 8  | 9  | 10 | 11 | 12 |
| 13 | 14 | 15 | 16 | 17 | 18 | 19 |
| 20 | 21 | 22 | 23 | 24 | 25 | 26 |
| 27 | 28 | 29 | 30 |    |    |    |

| Пн | Вт | Ср | Чт | Пт | Сб | Вс |
|    |    |    |    | 1  | 2  | 3  |
| 4  | 5  | 6  | 7  | 8  | 9  | 10 |
| 11 | 12 | 13 | 14 | 15 | 16 | 17 |
| 18 | 19 | 20 | 21 | 22 | 23 | 24 |
| 25 | 26 | 27 | 28 | 29 | 30 | 31 |

| Пн | Вт | Ср | Чт | Пт | Сб | Вс |
| 1  | 2  | 3  | 4  | 5  | 6  | 7  |
| 8  | 9  | 10 | 11 | 12 | 13 | 14 |
| 15 | 16 | 17 | 18 | 19 | 20 | 21 |
| 22 | 23 | 24 | 25 | 26 | 27 | 28 |
| 29 | 30 | 31 |    |    |    |    |

| Пн | Вт | Ср | Чт | Пт | Сб | Вс |
|    |    |    | 1  | 2  | 3  | 4  |
| 5  | 6  | 7  | 8  | 9  | 10 | 11 |
| 12 | 13 | 14 | 15 | 16 | 17 | 18 |
| 19 | 20 | 21 | 22 | 23 | 24 | 25 |
| 26 | 27 | 28 | 29 | 30 |    |    |

| Пн | Вт | Ср | Чт | Пт | Сб | Вс |
|    |    |    |    |    | 1  | 2  |
| 3  | 4  | 5  | 6  | 7  | 8  | 9  |
| 10 | 11 | 12 | 13 | 14 | 15 | 16 |
| 17 | 18 | 19 | 20 | 21 | 22 | 23 |
| 24 | 25 | 26 | 27 | 28 | 29 | 30 |
| 31 |    |    |    |    |    |    |

| Пн | Вт | Ср | Чт | Пт | Сб | Вс |
|    | 1  | 2  | 3  | 4  | 5  | 6  |
| 7  | 8  | 9  | 10 | 11 | 12 | 13 |
| 14 | 15 | 16 | 17 | 18 | 19 | 20 |
| 21 | 22 | 23 | 24 | 25 | 26 | 27 |
| 28 | 29 | 30 |    |    |    |    |

| Пн | Вт | Ср | Чт | Пт | Сб | Вс |
|    |    |    | 1  | 2  | 3  | 4  |
| 5  | 6  | 7  | 8  | 9  | 10 | 11 |
| 12 | 13 | 14 | 15 | 16 | 17 | 18 |
| 19 | 20 | 21 | 22 | 23 | 24 | 25 |
| 26 | 27 | 28 | 29 | 30 | 31 |    |

## События
- 1493—1593 — Столетняя хорватско-османская война. Серия вооружённых конфликтов между Королевством Хорватия и Османской империей[1].
- 1507—1622 — Португало-персидская война. Ряд вооружённых конфликтов между колониалистской Португалией и вассальным Ормузом, с одной стороны, и Сефевидской империей, поддерживаемой англичанами, с другой[2].
- 1511—1641 — Малайско-португальская война. Вооружённый конфликт XVI-XVII веков, в котором Малаккский султанат при поддержке империи Мин, Голландской Ост-Индской компании (с 1607) и Джохора безуспешно сопротивлялся Португальской империи, стремившейся захватить Малакку и установить контроль над торговлей между Индией и Китае[3].
- 1560—1570 — Монгольское завоевание Малвы[4].
- 1563—1570 — Датско—шведская война[5].
- 1566—1609 — первый этап Нидерландской буржуазной революции (Восьмидесятилетняя война). Религиозно-идеологическая, политическая и социально-экономическая борьба Семнадцати провинций за независимость от испанского владычества[6].
- 1568—1569 — закончилась третья Сиамо-бирманская война[7].
- 1568—1570 — Третья гугенотская война[8].
  - 13 марта — Битва при Жарнаке между французскими католиками и гугенотами в период Религиозных войн. Убит вождь гугенотов Луи I де Бурбон-Конде[9].
  - 25 июня — битва при Ла-Рош-л"Абей[10].
  - 24 августа — битва при Ортезе. После битвы войска гугенотов убили многих католических пленников[11].
  - 3 октября — битва при Монконтуре[12].
- 1568—1572 — феодал Ода Нобунага достиг значительного успеха в борьбе со своими противниками. Он захватил Киото и ряд владений вокруг него. Часть владений он передал полководцам Хидэёси и Токугава. С их помощью он заставил других феодалов центральной части Хонсю признать его власть.
- Март — на утверждение Генеральных Штатов Нидерландов внесён законопроект о введении в стране алькабалы. Штаты уговорили Альбу отложить это до 1571 года. Утверждён ежегодный платёж с Нидерландов 2 млн флоринов. Введён 1%-й налог с имуществ, давший 3.3 млн флоринов.
- Поражение Оранского в военной кампании. Вильгельм установил связь с «морскими гёзами», стал выдавать им каперские свидетельства. На кораблях гёзов появились дворяне. Однажды гёзы захватили флот испанцев из 46 кораблей. В другой раз они овладели караваном из 30 кораблей и совершили набег на Моникендам.
- Папским декретом Флоренция становится столицей Великого герцогства Тоскана. Козимо Медичи получает титул великого герцога.
- Волнения на рыбных промыслах в Рожмберке (Южная Чехия).
- Крестьянское восстания в районе Дебрецена во главе с Дьёрдем Карачоньи против турок и венгерских феодалов под лозунгами анабаптизма.

### Англия
- Крестьянские волнения в северных графствах Англии против огораживания.
- Восстание в северных графствах Англии во главе с графами Нортумберлендом и Уэстморлендом против королевы Елизаветы I. Восставшие собрали армию и двинулись на юг. Они получали помощь от папы и короля Испании Филиппа II. Войска Елизаветы принудили восставших отступить на север. Крестьяне на севере начали борьбу против феодалов[13].
- Осень — восстание подавлено с большой жестокостью. Многие руководители восстания бежали в Шотландию, один был позже выдан Англии и казнён, а другие перебрались в Испанские Нидерланды. Более 800 повстанцев было казнено.

### Речь Посполитая
- Люблинская уния. Объединение Польского королевства с Великим княжеством Литовским (см. также: 1385 год, Кревская уния; 1401 год, Виленско-Радомская уния; 1413 год, Городельская уния)[14][15], Мельницкий привилей 1501 год[16].
- 1569—1795 — Возникновение Речи Посполитой[14].
- Согласно Виленского привилея 1563 года, под давлением Римско-Католической церкви, в ВКЛ допущены иезуиты (см. 1564 год)[17].

## Русское государство
Царствование: 1533—1584 — Иван IV Васильевич Грозный
- 1558—1583 — Ливонская война[18].
- 1561—1570 — Русско-литовская война.
- 1568—1570 — Русско-турецкая война.
  - Лето — поход турок под Астрахань. Совместный крымско-турецкий поход на Астрахань (10-дневная осада была безрезультатной, при возвращении союзники понесли большие потери), который кончился неудачей из-за противоречий между турецкими и крымскими феодалами. После похода турецкий султан Селим II предписал Девлет I Гирею осуществить крупномасштабные похода на Русское государство[19].
- 1565—1572 — Опричнина[20].
  - 21 января — Иван Грозный своим указом забирает Ростов и Ярославль в опричнину[21].
  - Зима — весна — казни по делу боярина Ивана Петровича Фёдорова-Челяднина (казнён 1568)[22].
  - 26 сентября — по подозрению в причастности к смерти жены Марии схвачен и доставлен в Александровскую слободу Владимир Андреевич Старицкий[21].
  - Раскрыт боярский "заговор" в Новгороде и Пскове, имевший цель посадить нам престол Владимира Старицкого.   Однако из сохранившихся источников не вполне ясны обстоятельства организации заговора и размеры реальной опасности, угрожавшей царю (якобы «заговорщики» хотели его убить или выдать польскому королю в ходе военных действий)[23].
  - 9 октября — Иван Грозный расправляется со своим двоюродным братом — Владимиром Андреевичем, обвинив его в покушении на собственную жизнь, заставив принять яд. Тогда же приказывает умертвить жену и детей Владимира, и также расправился с близкими к нему людей[21][22].
  - 11 октября (по другим данным 20) — Евдокия Старицкая с 12 боярынями "дымом задушена в избе на судне". Внесены в Синодик опальных[22].
  - Конец года — Иван Грозный получает донос от пристава Петра Ивановича Волынского (Петра Волынца) относительно измены новгородцев, намеревающихся будто бы Новгород и Псков отдать литовцам, а русского царя извести[21].
  - Декабрь — царь собирает 15-тысячное войско для похода на Великий Новгород и Псков. По пути чинит расправы и казни в Клину, Торжке, Твери и Верхнем Волочке[21].
  - 23 декабря — по царскому приказу в Тверском Отроче монастыре Малютой Скуратовым задушен бывший митрополит Филипп II. Формальный повод убийства —  отказ благословить опричников[21].
- Февраль — царь взамен родовых земель (Одоев, Новосиль и острог на Черне) даёт Воротынскому Михаилу Ивановичу Стародуб на Клязьме без родовых вотчин местных князей и обширные владения в Муромском и Нижегородском уездах[24].
- 20 июня — Иван Грозный, опасаясь покушения на свою жизнь, посылает через посла Атония Дженкинсона послание королеве Елизавете I с просьбой предоставить убежище на случай каких-либо политических осложнений в его стране[21].
- Лето — Иван Грозный с сыновьями Иваном и Фёдором едет в Кирилло-Белозерский монастырь, где делает крупные пожертвования[21].
- 1 сентября (по другим данным 6) — умирает вторая жена Ивана Грозного — Мария Темрюковна. Царь хоронит её рядом со своей первой супругой в Вознесенском монастыре[21].
  - 8 сентября — Иван Грозный делает огромный вклад на помин души своей умершей супруги в Троице-Сергиев монастырь в размере 1500 рублей, вместе с золотым блюдом[21].
- Пожалованы окольничеством: Хворостинин Дмитрий Иванович[25].
- Пожалован боярством: Шуйский Иван Андреевич (ум. 1573)[25][26].
- На службу Государю выехали родоначальники дворянских родов: Позняки, Маркевичи (Марковы) и Тарновские[27].
- Местничество: боярин Очин-Плещеев Захарий Иванович и окольничий Умный-Колычев Василий Иванович (велено быть без мест. Умному-Колычеву царь приказал ехать в Александровскую слободу и отправил воеводой в Калугу)[28].

### Города и поселения
- Симонов монастырь передан в распоряжение опричнины[29].
- Крепость Велиж сожжена поляками[30].

### Руководители приказов
| Года      | Приказ           | Ф,И,О главы                     | Примечания |
| --------- | ---------------- | ------------------------------- | ---------- |
| 1569-1570 | Разрядный приказ | Щелкалов Андрей Яковлевич       |            |
| 1565-1572 | Большого дворца  | Захарьин-Юрьев Никита Романович |            |
|           |                  |                                 |            |

## Начало правления
См. также: Список глав государств в 1569 году

## Родились

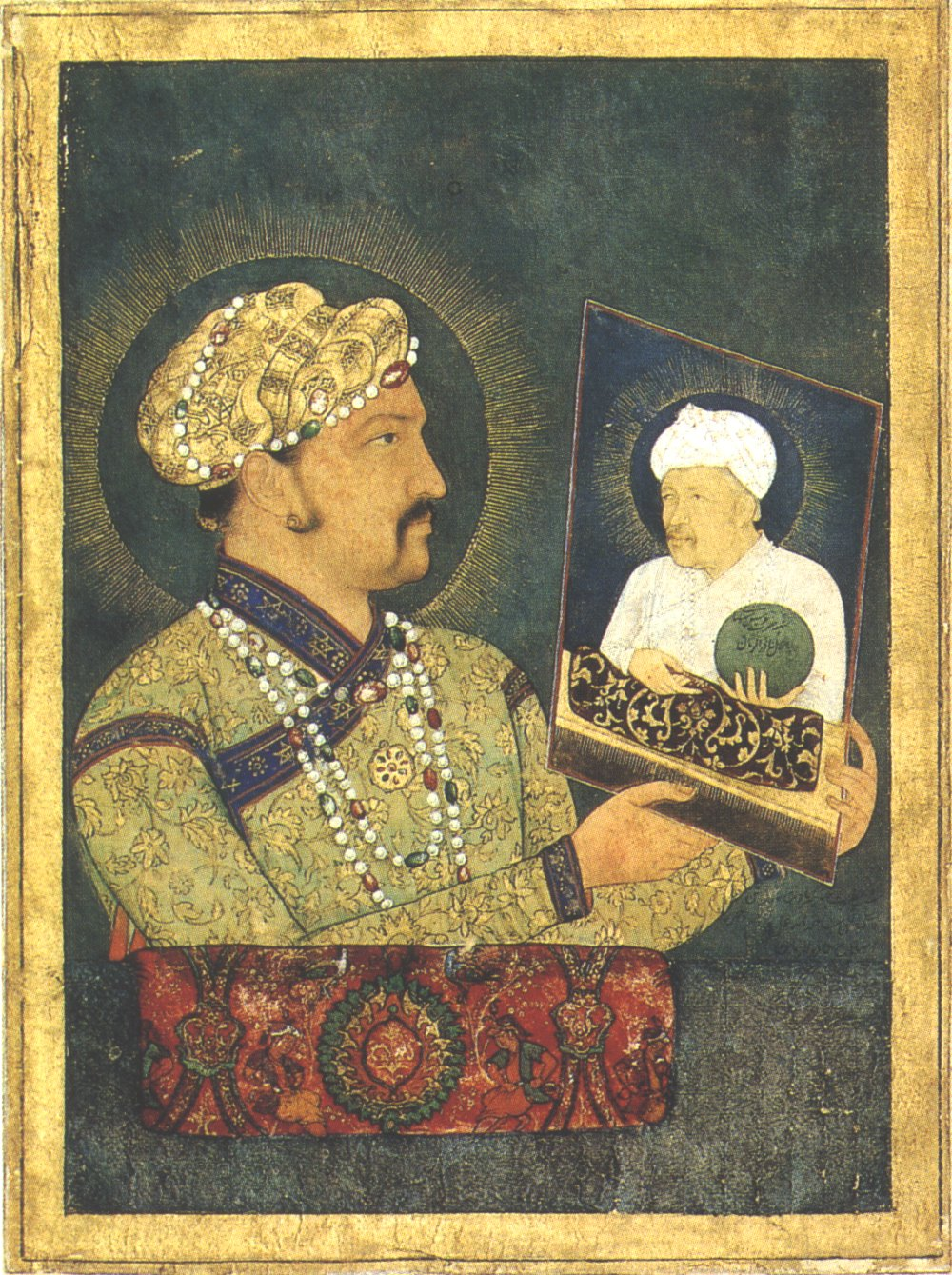
Изображение падишаха Могольской империи Джахангира.

См. также: Категория:Родившиеся в 1569 году
- Антонио Марчелло Барберини старший — итальянский куриальный кардинал, младший брат папы римского Урбана VIII.
- Джахангир — Падишах Могольской империи.
- Карл I — родоначальник княжеской фамилии Лихтенштейнов, верный подданный Габсбургов в годы Тридцатилетней войны, получивший от императора княжеский титул.
- Кастро, Гильен де — выдающийся испанский драматург.
- Кетлер, Фридрих — герцог Курляндии и Семигалии.
- Марино, Джамбаттиста — знаменитый итальянский поэт, один из крупнейших представителей поэзии барокко.
- Пурбус, Франс Младший — фламандский художник.
- Рануччо I Фарнезе — четвёртый герцог пармский с 1592 по 1622, сын Алессандро Фарнезе.
- Спинола, Амброзио — испанский генерал, участник военных событий Нидерландской революции и Тридцатилетней войны.

## Скончались

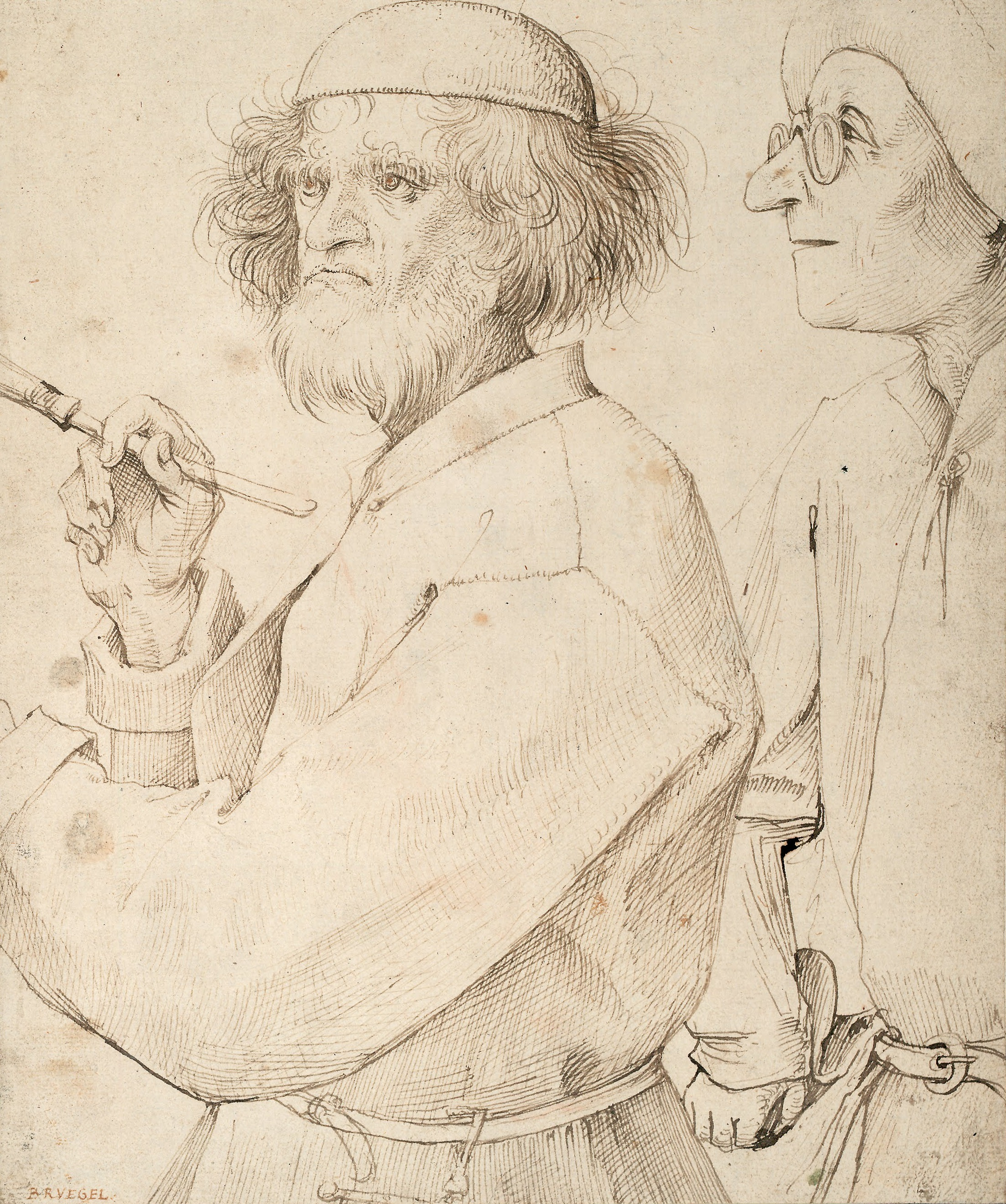
Изображение Питера Брейгеля Старшего.

См. также: Категория:Умершие в 1569 году
- 13 марта — Луи I де Бурбон-Конде, французский принц, родоначальник рода Конде, вождь французских гугенотов (род.1530).
- 9 октября — Владимир Андреевич (князь старицкий), вместе со своей супругой Евдокией Одоевской и большинством детей; отравлены по распоряжению Ивана Грозного близ Александровой слободы[33].
- 20 октября — Ефросинья Старицкая, супруга Андрея Ивановича, князя Старицкого; убита по распоряжению Ивана Грозного
- 23 декабря — Филипп (Колычёв), митрополит Московский и всея Руси; убит по распоряжению Ивана Грозного[26].
- Брейгель Старший, Питер — южнонидерландский живописец и график, мастер пейзажа и жанровых сцен. Отец художников Питера Брейгеля Младшего (Адского) и Яна Брейгеля Старшего (Райского).
- Иоанн Авильский — испанский католический святой, писатель и проповедник.
- Ноллис, Екатерина — дочь Мэри Болейн, сестры Анны Болейн, двоюродная сестра королевы Елизаветы Тюдор, её особо приближенная фрейлина.
- Рей, Николай — польский писатель и музыкант, политик и общественный деятель эпохи Возрождения, шляхтич герба Окша.
- Яхья-эфенди — османский мистик, учёный и поэт.